# IC 5159
IC 5159 је појединачна звијезда у сазвјежђу Водолија која се налази на листи објеката дубоког неба у Индекс каталогу.
Деклинација објекта је + 0° 19' 10" а ректасцензија 22h 2m 40,0s.